# Švarcenberk
Švarcenberk je rybník v katastrálním území obce Ponědrážka v severní části Třeboňské pánve v Jižních Čechách. Rozloha rybníka je 52 hektarů. Přibližně před sedmnácti tisíci lety se v místech rybníka nacházelo jezero s rozlohou 51 hektarů. Zaniklo zazemněním asi před 5500 lety. Okolo jezera existovalo rozsáhlé mezolitické osídlení. Archeologický výzkum započal po roce 2000 a lokalita není dosud plně prozkoumána.

## Jezero Švarcenberk

### Mechanismus vzniku jezera
Během poslední doby ledové (tzv. würmský glaciál) nebyla lokalita pokryta ledovcem. Klima však silně ovlivňovaly blízké ledovce v Alpách a na Šumavě. V oblasti Švarcenberku se rozkládala tundra a polární pustina. V místě pozdějšího jezera se vytvořilo masivní pingo. Po konci mladšího dryasu roztála ledová čočka (pingo) s již silně erodovaným půdním krytem zaniklo a v depresi vzniklo jezero.
Popsaný termokrasový původ jezera dokládá přítomnost silných pramenů podzemní vody, zjištěný tvar jezera a zjištěný hloubkový profil dna jezera.

### Zánik jezera
V první fázi se v jezeru nacházela jen chudá arktická flóra a fauna. V důsledku globálního oteplování došlo k změně druhů a dramaticky se zvýšil objem biomasy. V boreálu proto docházelo k rychlému zazemňování jezera. Nakonec z jezera zbyly jen tůně v dřívějších nejhlubších místech, kde mocnost sedimentů dosahuje přibližně deseti metrů.
Tůně se přeměnily v rašeliniště, jehož růstem docházelo k „vyzdvihávání“ terénu v prostoru bývalých tůní. Nejmladší nalezená rašelina je datována přibližně 2000 B. P. Mladší vrstvy byly zřejmě odstraněny během stavby rybníka Švarcenberk.

## Mezolitické osídlení
V oblasti severní části Třeboňské pánve byly ojediněle nalezeny kameny, které mohly být štípanou kamennou industrií neznámého neolitického stáří. Geologický průzkum jezerních sedimentů však přinesl poznatky nasvědčující, že okolní krajina byla přetvářena lidskou činností. Jednalo se mimo jiné o následující indicie:
- V sedimentech byla prokázána eolická složka a pyl některých druhů rostlin, které vyžadují bezlesí. Přitom klimaxem byl měl být les bez přítomnosti stabilního rozsáhlého bezlesí.
- V sedimentech se nacházelo značné množství zbytků semen kotvice plovoucí. Z kulturních paralel je známé pěstování kotvic a konzumace škrobnatých oříšků.[2]
- V litorálním profilu poutalo pozornost překvapivé množství zbytků maliníku, který vyžaduje sušší stanoviště.
- Biologové nalezli lískové oříšky z doby, kdy líska do tohoto regionu neměla ještě proniknout.[3]

Na základě těchto zjištění byl po roce 2000 zahájen archeologický výzkum lokality.
Na dosud prozkoumaném území bylo zatím identifikováno devět sídlišť. Dále se nalezlo větší množství dřevěných artefaktů neznámého účelu. Na bývalém pobřeží jezera se dochovaly znaky zemních prací při úpravách pobřeží a zbytky komplexních dřevěných konstrukcí, které mohly sloužit jako molo. Většina lokality zůstává neprozkoumána a proto lze v budoucnu očekávat množství dalších objevů.
Datace osídlení byla provedena pomocí radiokarbonové metody. Nejstarší osídlení spadá do období přibližně 10 000 B. P. Dřevěné artefakty jsou datovány mezi 9200 B. P. a 9500 B. P. na 90% hladině spolehlivosti. Osídlení je doloženo až do období zániku jezera.

## Rybník Švarcenberk
Na začátku 15. století bylo okolí již známou rybníkářskou oblastí. V blízkosti se nacházely například rybníky Horusický rybník, Dvořiště, Záblatský rybník nebo Ponědražský rybník, které patří k největším rybníkům v Česku a každý z nich je několikanásobně větší než Švarcenberk.
Území bývalého jezera Švarcenberk bylo jednou z posledních pozic v okolí vhodných ke stavbě většího rybníka. Rybník naplánoval a vyměřil již Jakub Krčín na konci 16. století, ale nejednalo se o prioritní investiční akci.[zdroj⁠?!] Vzhledem k třicetileté válce byl záměr realizován až na přelomu 17. a 18. století.